# Schlacht am Petitcodiac
Europäischer Kriegsschauplatz:
Pirna* – Lobositz* – Prag* – Kolin* – Hastenbeck** – Groß-Jägersdorf* – Moys* – Hastenbeck* – Roßbach* – Breslau* – Leuthen* – Rheinberg** – Krefeld** – Domstadtl* – Olmütz* – Mehr** – Zorndorf* – Saint-Cast – Hochkirch* – Bergen** – Kay* – Minden** – Kunersdorf* – Lagos*** – Hoyerswerda* – Bucht von Quiberon*** – Maxen* – Koßdorf* – Landeshut* – Emsdorf** – Warburg** – Liegnitz* – Berlin* – Kloster Kampen** – Torgau* – Döbeln* – Vellinghausen** – Ölper** – Burkersdorf* – Reichenbach* – Freiberg*
(* Dritter Schlesischer Krieg, ** westlicher Kriegsschauplatz – Großbritannien/Kur-Hannover u. a. Alliierte gegen Frankreich, *** Seeschlacht)
Amerikanischer Kriegsschauplatz:
Siebenjähriger Krieg in Nordamerika und der Karibik
Monongahela – Lake George – Carillon – La Belle Famille – Québec – Beauport – Abraham-Ebene – Sainte-Foy – Restigouche – Tacky’s Rebellion – Belagerung von Havanna – Pontiac-Aufstand
Asiatischer Kriegsschauplatz:
Dritter Karnatischer Krieg
Kalkutta – Chandannagar – Plassey – Cuddalore – Negapatam – Condore – Madras – Masulipatam – Pondicherry I – Chinsurah – Wandiwash – Pondicherry II – Manila – Palaris-Aufstand
Die Schlacht am Petitcodiac (französisch: Bataille de Petitcoudiac, englisch: Battle of Petitcodiac) war ein Gefecht am 3. September 1755 während des von 1754 bis 1763 geführten Siebenjährigen Krieges, der auf dem nordamerikanischen Schauplatz auch als Franzosen- und Indianerkrieg bekannt ist.

## Ausgangslage und Verlauf
Nach der Schlacht von Fort Beauséjour und der Einnahme des Forts im Juni 1755 begannen die Briten mit der Deportation der Akadier aus ihrem Herrschaftsbereich sowie mit Aktionen zu deren Vertreibung aus der angrenzenden Region.
Viele Arkadier hatten sich im Ufer des Petitcodiac niedergelassen. Während des „Bay of Fundy-Feldzugs“ erhielt Joseph Frye von Robert Monckton den Befehl mit 200 Milizionären diese Siedler zu vertreiben.
Charles Deschamps de Boishébert, der sich nach der Niederlage in der Schlacht von Fort Beauséjour in Richtung Norden zurückzog, erhielt davon Kenntnis und wandte sich nach Süden.
Am 3. September 1755 überraschte Boishébert mit seinen 300 Männern bei Village-des-Blanchard, dem heutigen Hillsborough, Frye mit seiner Truppe. Nach einem für die Briten verlustreichem Kampf zogen sich diese zurück.

## Würdigung
Die kanadische Bundesregierung, vertreten durch den zuständigen Minister, erklärte das Gefecht als „Battle of Petitcodiac National Historic Event“ am 16. Mai 1928 zu einem „nationalen historischen Ereignis“.